# حيرام سيبلي
حيرام سيبلي (بالإنجليزية: Hiram Sibley)‏ هو رائد أعمال أمريكي، ولد في 6 فبراير 1807 في نورث آدمز في الولايات المتحدة، وتوفي في 12 يوليو 1888 في روتشستر في الولايات المتحدة.

## وصلات خارجية
- حيرام سيبلي على موقع الموسوعة البريطانية (الإنجليزية)